# Edward Sedgwick
Pour les articles homonymes, voir Sedgwick.
Edward Sedgwick est un réalisateur, scénariste, acteur et producteur américain, né le 7 novembre 1892 à Galveston ( Texas) et mort le 7 mars 1953 à North Hollywood (Californie).

## Filmographie

### Comme réalisateur
- 1920 : Fantomas
- 1921 : Live Wires
- 1921 : Bar Nothing
- 1921 : The Rough Diamond
- 1922 : Chasing the Moon
- 1922 : The Bearcat
- 1922 : Boomerang Justice
- 1922 : Do and Dare
- 1922 : The Flaming Hour
- 1923 : The First Degree
- 1923 : Héros diabolique (en) (Romance Land)
- 1923 : Un gentilhomme d'Amérique (The Gentleman from America)
- 1923 : Single Handed
- 1923 : Dead Game (en)
- 1923 : Shootin' for Love
- 1923 : Marin d'eau douce (Out of Luck)
- 1923 : Blinky
- 1923 : L'Outsider (The Ramblin' Kid)
- 1923 : The Thrill Chaser
- 1924 : Hook and Ladder
- 1924 : Ride for Your Life
- 1924 : 40-Horse Hawkins
- 1924 : Broadway or Bust
- 1924 : Sawdust Trail
- 1924 : Hit and Run
- 1924 : The Ridin' Kid from Powder River
- 1925 : The Hurricane Kid
- 1925 : The Saddle Hawk
- 1925 : Let 'er Buck
- 1925 : Le Fantôme de l'Opéra (The Phantom of the Opera), non crédité
- 1925 : Lorraine of the Lions
- 1925 : Two-Fisted Jones
- 1926 : Under Western Skies
- 1926 : The Flaming Frontier
- 1926 : The Runaway Express
- 1926 : Tin Hats
- 1926 : There You Are!
- 1927 : Slide, Kelly, Slide
- 1927 : Le Rappel (The Bugle Call)
- 1927 : Le Temps des cerises (Spring Fever)
- 1927 : L'Irrésistible (West Point)
- 1928 : Le Plus Singe des trois (Circus Rookies)
- 1928 : L'Opérateur (The Cameraman)
- 1929 : Le Figurant (Spite Marriage)
- 1930 : Estrellados
- 1930 : De frente, marchen
- 1930 : Le Metteur en scène (Free and Easy)
- 1930 : Buster s'en va-t-en guerre (Doughboys)
- 1930 : La Bande fantôme (Remote Control)
- 1931 : Parlor, Bedroom and Bath
- 1931 : A Dangerous Affair (en)
- 1931 : Maker of Men
- 1932 : Le Plombier amoureux (The Passionate Plumber)
- 1932 : Le Professeur (Speak Easily)
- 1933 : Le Roi de la bière (What! No Beer?)
- 1933 : Horseplay
- 1933 : Saturday's Millions
- 1934 : The Poor Rich
- 1934 : I'll Tell the World
- 1934 : Here Comes the Groom (en)
- 1934 : Death on the Diamond
- 1934 : Father Brown, Detective
- 1935 : Murder in the Fleet
- 1935 : The Virginia Judge
- 1936 : Mister Cinderella
- 1937 : On demande une étoile (Pick a Star)
- 1937 : Riding on Air
- 1937 : Fit for a King
- 1938 : The Gladiator
- 1939 : Burn 'Em Up O'Connor
- 1939 : Beware Spooks!
- 1940 : So You Won't Talk
- 1943 : Laurel et Hardy chefs d'îlot (Air Raid Wardens)
- 1946 : Ève éternelle (Easy to Wed) (non crédité)
- 1948 : Mon héros (A Southern Yankee)
- 1951 : Ma and Pa Kettle Back on the Farm
- 1951 : Excuse My Dust
- 1953 : I Love Lucy

### Comme scénariste
- 1924 : 40-Horse Hawkins : Stage Manager
- 1918 : Cheating the Public
- 1918 : Rough and Ready
- 1920 : Voleurs de femmes (Bride 13), serial de Richard Stanton
- 1920 : The Face at Your Window, de Richard Stanton
- 1921 : The Rough Diamond
- 1922 : Do and Dare
- 1923 : Blinky
- 1924 : 40-Horse Hawkins
- 1924 : Hit and Run
- 1925 : The Saddle Hawk
- 1925 : Let 'er Buck
- 1939 : Burn 'Em Up O'Connor

### Comme acteur
- 1915 : Slim Fat or Medium
- 1916 : Hired, Tired and Fired
- 1916 : Some Heroes
- 1916 : Ain't He Grand?
- 1916 : The Town That Tried to Come Back
- 1916 : When Slim Was Home Cured
- 1916 : National Nuts
- 1916 : His Blowout
- 1916 : Some Medicine Man
- 1916 : A Lucky Leap
- 1916 : He Became a Regular Fellow
- 1916 : It's All Wrong
- 1916 : Room Rent and Romance
- 1916 : Married a Year
- 1916 : The Fascinating Model
- 1916 : His Golden Hour
- 1917 : Fat and Foolish
- 1917 : Who Said Chicken?
- 1917 : The Haunted Pajamas : Jack Billings
- 1917 : The Varmint : Butsey White
- 1917 : The Yankee Way : Robert Gillette
- 1918 : Bruin Trouble
- 1918 : Don't Flirt
- 1918 : Why I Would Not Marry
- 1918 : There and Back
- 1919 : Checkers : Pete
- 1920 : Sink or Swim : Robert Gilette
- 1923 : The Thrill Chaser : Caméo (lui-même)

### Comme producteur
- 1927 : L'Irrésistible (West Point)
- 1929 : Le Figurant (Spite Marriage)
- 1930 : Le Metteur en scène (Free and Easy)
- 1930 : La Bande fantôme (Remote Control)
- 1934 : Father Brown, Detective
- 1936 : Mister Cinderella